# Allemagne de l'Ouest aux Jeux olympiques d'été de 1976
L'Allemagne de l'Ouest participe aux Jeux olympiques d'été de 1976 à Montréal au Canada. 290 athlètes ouest-allemands, 233 hommes et 57 femmes, ont participé à 163 compétitions dans 20 sports. Ils y ont obtenu 39 médailles : 10 d'or, 12 d'argent et 17 de bronze.